# Heigelkopf

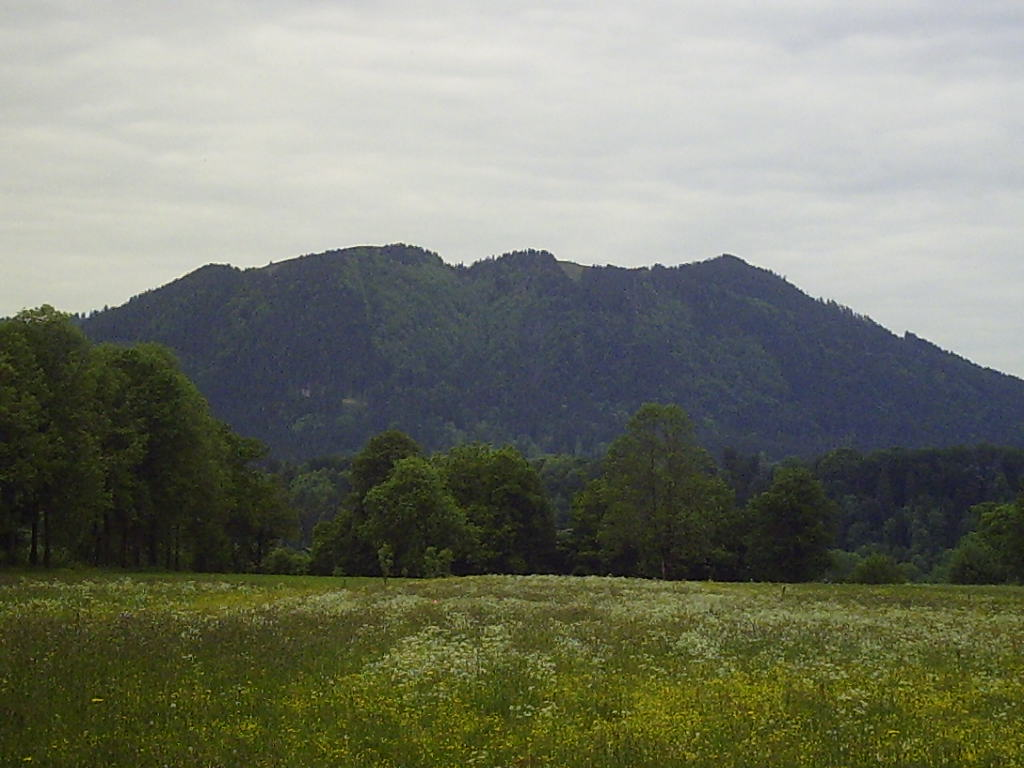
Heigelkopf 1205 meter

Heigelkopf (1 205 m ö.h.) är ett berg nära byn Wackersberg i Oberbayern, Tyskland, nära gränsen till Österrike. Mellan 1933 och 1945 kallades det för Hitler-Berg. 
I april 1933 blev rikskansler Adolf Hitler utnämnd till hedersmedborgare i Wackersberg av kommunstyrelsen och berget döptes om för att hedra honom. En tio meter hög järnsvastika, upplyst under kvällstid, restes på bergets topp i juni 1933. Efter att Nazityskland hade besegrats 1945 förstördes hakkorset och bergets tidigare namn togs tillbaka. 

## Heigelkopf och Google Earth
Invånarna i Wackersberg blev upprörda eftersom en sökning på Google Earth på Hitler-Berg visade Heigelkopf. Man har försökt att få bort namnet från Google Earth. Namnet togs bort i samband med en särskild uppdatering.